# Camptopoeum frontale
Camptopoeum frontale är en biart som först beskrevs av Fabricius 1804.  Camptopoeum frontale ingår i släktet Camptopoeum och familjen grävbin. Inga underarter finns listade.